# Sida crystallina
Sida crystallina är en kräftdjursart som först beskrevs av Otto Friedrich Müller 1776.  Sida crystallina ingår i släktet Sida och familjen Sididae. Arten är reproducerande i Sverige.

## Underarter
Arten delas in i följande underarter:
- S. c. americana
- S. c. crystallina